# De Olijftak (Zoetermeer)
De Olijftak is een protestantse kerk in de wijk De Leyens in de Nederlandse stad Zoetermeer. De kerk met aangebouwde pastorie is gebouwd op een terrein van 1085m2 aan de Antigoneschouw hoek Broekwegschouw (voorheen Broekweg). Het geheel is een ontwerp van architect Jan Hoogstad. Het orgel is gebouwd door de firma Verschueren uit Heythuysen. Het orgel telt twaalf stemmen, verdeeld over twee manualen en vrij pedaal. Kerk en orgel zijn in 1976 in gebruik genomen respectievelijk in mei en december. Het was het eerste bouwwerk dat in dit deel van De Leyens tot stand kwam.
Een zeer kenmerkend element in de kerk is de kapconstructie. Hij symboliseert een Bijbelse tent. De grondvorm van de kerkzaal is een kubus, naar het oosten afgeschuind. Door het daklicht valt ochtendlicht naar binnen. Citaat van de architect: "Voor de afschuining van de kubus heb je constructie nodig. Deze ruimteconstructie 'zakt' tot 2.26m boven het verhoogde liturgisch centrum; daar wordt de maat letterlijk begrijpbaar. Alle overige toegepaste maten verhouden zich in een gulden-snede-reeks tot deze 2.26m."
De naam van de kerk verwijst naar het zondvloedverhaal uit het Bijbelboek Genesis, hoofdstuk 8, verzen 6-12. Het water zakte meer en meer en een door Noach uitgelaten duif kwam terug met een groen olijfblad in zijn snavel. De eerste predikant van deze kerk, ds. Frans J. Boer, schrijft in het ingebruiknemingsboekje onder meer: "Dit gebouw is geen olijfboom, wel een takje ervan. Mag De Olijftak het leven van de gemeente symboliseren en een teken van geloof en hoop vertegenwoordigen binnen de samenleving van Zoetermeer, verkondigend dat er grond is voor Hoop-op-Leven."
Het gebouw was in gebruik bij de Protestantse Wijkgemeente Zoetermeer-Noord. Deze gemeente was ontstaan uit twee kerkgemeenschappen, de Hervormde Gemeente en de Gereformeerde Kerk van Zoetermeer. De daaronder vallende hervormde wijkgemeente Ichthuskerk-West, de gereformeerde wijkgemeenten Buytenwegh de Leyens en Seghwaert-Noordhove-Oosterheem zijn daarin samengegaan.
Anno 2008/2009 is er groot onderhoud aan de kerk verricht, waaronder enkele noodzakelijke verbouwingen. In 2011 werd bekend dat De Olijftak zal worden verkocht en dat er een nieuwe kerk wordt gebouwd in de wijk Oosterheem.
De Olijftak is na een sluitingsdient op zondag 30 maart 2014 definitief buiten gebruik gesteld. Samen met de andere delen van de wijkgemeente Zoetermeer-Noord is de geheel verbouwde Ichthuskerk aan de Parkdreef nu de wijkkerk geworden.
Het kerkgebouw is verkocht aan en begin 2016 in gebruik genomen door de Chinese Evangelische Kerk 'Hoop, Geloof en liefde'. 
De aangebouwde pastorie is al jaren eerder verkocht aan een particulier.